# Asiagomphus yayeyamensis
Asiagomphus yayeyamensis is een libellensoort uit de familie van de rombouten (Gomphidae), onderorde echte libellen (Anisoptera).
De soort staat op de Rode Lijst van de IUCN als bedreigd, beoordelingsjaar 1996.
De wetenschappelijke naam van de soort is voor het eerst geldig gepubliceerd in 1926 door Matsumura in Oguma.